# Lëtzebuerger Nationalunioun
Die Luxemburger Nationalunion (luxemburgisch Lëtzebuerger Nationalunioun, transkribiert nach der heutigen Orthographie, ehemals Letzeburger Nationalunio'n) war eine luxemburgische, nationalistische Bewegung, die am 10. August 1910 von mehreren Studenten, darunter Lucien König, gegründet wurde.

## Geschichte
Die Bewegung orientierte sich stark an politischen Strömungen wie dem des Faschismus unter Benito Mussolini und französischem Nationalismus wie dem von Maurice Barrès gepriesen. Später orientierte man sich dann am Nationalsozialismus unter Adolf Hitler.
Die Statuten der Bewegung vom Jahre 1911 sahen vor, dass lediglich Luxemburger der Bewegung beitreten konnten. Man zählte anfangs 110 Aktivisten in der Bewegung. Weiterhin sah sie vor, dass ihre Sprache die Luxemburgische sei, der Rote Löwe ihre Fahne und „Lëtzebuerg de Lëtzebuerger“ (dt. Luxemburg den Luxemburgern) ihr Motto. 
Die Bewegung war anti-demokratisch, sie lehnte die parlamentarische Demokratie sowie das Mehrparteiensystem ab. Als Grund gab sie immer wieder an, dass in einem solch kleinem Land wie dem Großherzogtum dies dem Staat nur unnötig schaden würde, das Land spalten würde und es den ausländischen Kräften ausliefern würde. Weiterhin verstand sie sich antisemitisch und ausländerfeindlich und hetzte in ihrer, im Jahre 1915 verlegten Zeitung „D'Natio'n“ (dt. Die Nation) gegen die im Land lebende Juden. Alleine im Jahre 1920 gab es drei ganze Ausgaben über die Judenfrage. Die um das Jahr 1916 im Großherzogtum ansässigen 30. – 40.000 Ausländer betitelte die Bewegung als nationale Gefahr, rief zum Boykott deren Geschäfte auf und forderte vom Luxemburger Volk die alleinige Wirtschaft unter Luxemburgern. Sie stand dem Erwerb durch Einbürgerung, also der Naturalisation, ablehnend gegenüber. Auf geopolitischem Plan forderte sie ein „Grousslëtzebuerg“ (dt. Großluxemburg) unter der Rückgewinnung der Territorien von 1659, 1815 und 1839 wo deren Gebiete vom Großherzogtum Luxemburg abgetrennt wurden.
Im Jahre 1922 spaltete sich die Bewegung, lediglich ein gewisser Teil der Mitglieder wollte den aktuellen politischen Kurs unverändert beibehalten. Gegen Ende der 1920er Jahre, respektiv Anfang des Jahres 1930 war die Bewegung weitestgehend verschwunden. Erst im Jahre 1937, nachdem Staatsminister der Rechtspartei, Joseph Bech das „Maulkuerfgesetz“ (dt. Maulkorbgesetz), einem Gesetz zur Verbietung der Kommunistischen Partei Luxemburgs, einführen wollte und allgemein das Land wirtschaftlich labil war, meldete sich die Bewegung erneut mehrfach zu Wort.

## Nach dem Zweiten Weltkrieg
Nach dem Zweiten Weltkrieg trat die Bewegung weiterhin mit ihrer Ideologie auf, nur der Antisemitismus war aus ihrer Programmatik entfernt worden. Sie bedauerte die Rekonstruierung der Parteien nach 1945 und forderte mit altbekannten Parolen die Abschaffung des Parteienstaates. Noch 1945 erhob die Partei anlässlich des Morgenthau-Planes Ansprüche auf deutsches Gebiet. Im Jahre 1947 sorgte sie für Aufmerksamkeit, nachdem die Bewegung einen Brief verfasste, welcher an die Außenminister verschiedener Staaten verschickt wurde, darunter die Vereinigten Staaten von Amerika, Großbritannien, Frankreich und die Sowjetunion. In diesem Brief forderte man die Rückgängigmachung der Annexion von Teilen luxemburgischem Territoriums, welche auf dem Wiener Kongress im Jahre 1815 als deutsches Staatsgebiet erklärt wurde. Dieser Brief fand jedoch weder in den Ländern, noch innerhalb der Regierung in Luxemburg, Gehör. 
Nach dieser Aktivität wurde es still um die Bewegung. Der Gründer Lucien König stieg in die Politik ein und wurde Mitglied des „Groupement démocratique“ (dt. Demokratisches Gruppement), der Vorläuferpartei der heutigen Demokratischen Partei. König wurde anschließend Schöffe in Luxemburg und saß von 1951 bis 1961 ununterbrochen in der Chambre des Députés.